# Marco I di Bisanzio
Marco I di Bisanzio (in greco Μάρκος Α΄; II secolo – 211) è stato un vescovo romano, titolare della sede di Bisanzio per tredici anni dal 198 al 211, durante il periodo delle persecuzioni dell'imperatore Settimio Severo contro i cristiani in Gallia, Egitto, Cartagine e Cappadocia.
È controverso se per tutto questo periodo abbia governato la diocesi o se, a causa della persecuzione, un presbitero abbia fatto da amministratore della sede per quasi otto anni.